# دانشگاه هوافضای کره
دانشگاه هوافضای کره (한국항공대학교 (به چینی سنتی: 韓國航空大學校) [Han'guk Hang-gong Dae-hak-gyo]) یک دانشگاه خصوصی است که در گویانگ، گیونگگی، کره جنوبی واقع شده‌است.
دانشگاه هوافضای کره برنامه‌های تحصیل در خارج از کشور را برای دانش آموزان فراهم می‌کند تا تجربیات خارج از کشور را کسب کنند. این برنامه‌ها عبارتند از ناسا و بوئینگ فیلدتریپ، کارآموزی پژوهشی در دانشگاه کالیفرنیای جنوبی (USC)، برنامه کار و سفر در دانشگاه داکوتای شمالی (UND)، بازدید از شرکت‌های خارج از کشور با طرحی که خود طراحی شده‌است.